# Steve Preston
Pour les articles homonymes, voir Preston.
Steven C. Preston, né le 4 août 1960 à Janesville (Wisconsin), est un homme politique américain. Membre du Parti républicain, il est secrétaire au Logement et au Développement urbain entre 2008 et 2009 dans l'administration du président George W. Bush.

## Biographie

### Origines et études
Steven Preston grandit à Janesville (Wisconsin). Il est diplômé d'un BA en science politique de l'université Northwestern (1982) et d'un master de commerce de l'université de Chicago (1985).

### Carrière professionnelle
Il commence à travailler comme banquier chez Lehman Brothers avant de devenir en 1993 le vice-président et trésorier de First Data. En 1997, il est recruté par ServiceMaster (en) comme directeur des finances. Il en devient ensuite le vice-président exécutif. Durant sa carrière professionnelle, il vit principalement à New York et Hong Kong mais aussi en Europe de l'Ouest, notamment en Italie.
Il a également été le 22e administrateur de l'administration des petites entreprises (Small Business Administration) et vice-président des services stratégiques de ServiceMaster, Inc.
Du 5 juin 2008 au 20 janvier 2009, il est secrétaire au Logement et au Développement urbain au sein de l'administration de George W. Bush.